# Juliane Hennig
Juliane Hennig (* 1975 in Freiberg) ist eine deutsche Fernsehmoderatorin.
Hennig studierte Soziologie sowie Kommunikations- und Medienwissenschaft an der TU Dresden und arbeitete bereits während des Studiums regelmäßig für den MDR. Nach dem Studium war sie auch weiterhin als Reporterin in ganz Mitteldeutschland unterwegs. Seit 2010 verstärkt sie das Moderatorenteam von Dabei ab zwei und führt so im wöchentlichen Wechsel durch die tägliche 30-minütige Magazinsendung im MDR Fernsehen.